# Genzano di Roma
Genzano di Roma là một đô thị trong tỉnh Roma, vùng Lazio, Ý. Đô thị này có diện tích km2, dân số thời điểm năm 2009 là người. Genzano di Roma có cự ly km về phía so với thủ đô Roma.